# Banco Nacional Suizo
El Banco Nacional Suizo (en alemán: Schweizerische Nationalbank, francés: Banque Nationale Suisse, italiano: Banca Nazionale Svizzera y romanche: Banca Naziunala Svizra) es el banco central de Suiza. Fue fundado en 1907 y actualmente tiene su sede central en Berna.

## Historia
El banco se formó como resultado de la necesidad de una reducción en el número de bancos emisores, que ascendió a 53 en algún momento después de 1826. En la revisión de 1874 de la Constitución Federal se le encomendó la tarea de supervisar las leyes relacionadas con la emisión de billetes. Luego, en 1891, la Constitución federal fue revisada nuevamente para confiar a la Confederación los derechos exclusivos para emitir billetes. La Ley del Banco Nacional se aplicó el 16 de enero de 1906, y el Nationalbank inició sus actividades comerciales el 20 de junio de 1907, y se cree que se fundó en algún momento durante 1906 o 1907. El propio BNS afirma que fue fundado en 1907.
En algún momento durante la Primera Guerra Mundial (1914-1917), el banco recibió instrucciones de liberar, por primera vez, los billetes de una denominación pequeña por el Consejo Federal de Suiza.
El Bundesrat devaluó el franco suizo durante 1936 y, como resultado, se puso a disposición del Nationalbank, una cantidad de dinero, que el banco almacenó posteriormente en una reserva de Währungsausgleichsfonds para el futuro, para uso en situaciones de emergencia.
En 1981, el banco participó en una investigación con Orell Füssli y un grupo de investigación óptica llamado Landis y Gyr, en materia de diseño de billetes.
Durante 1994, el Banco fue descrito como una sociedad anónima que actuaba bajo la administración y supervisión de la Confederación. Tenía ocho ramas y veinte subramas dentro de los cantones. El consejo directivo tenía una administración ejecutiva general del Nationalbank, con supervisión encomendada a sus accionistas, el consejo de bancos, el comité de bancos, sus comités locales y el comité de auditoría. Había tres miembros de la junta de gobierno, que juntos decidieron la política monetaria del Nationalbank. Hacia fines de 1993, había 566 empleados.
Con el inicio del Artículo 99 de la Constitución Federal, en mayo de 2004, el Nationalbank logró su independencia formal.